# جايسون أويل
جايسون جوسيف أويل (بالإنجليزية: Jason Euell)‏، من مواليد 6 فبراير 1977 في لندن في إنجلترا، لاعب كرة قدم جامايكي.
بدأ مسيرته الكروية مع نادي ويمبلدون الإنجليزي في عام 1996، ولعب معهم حتى عام 2001، وشارك معهم في 141 مباراة وسجل 41 هدف، وفي عام 2001 انتقل إلى نادي تشارلتون أثلتك الإنجليزي، ولعب معهم حتى عام 2006، وشارك معهم في 139 مباراة وسجل 34 هدف، ومنذ عام 2006 وهو يلعب مع نادي ميدلزبره الإنجليزي.
و قد بدأ باللعب مع منتخب جامايكا لكرة القدم في عام 2004.

## مسيرته الكروية
لعب جايسون أويل خلال مسيرته الاحترافية مع 7 أندية في تسعة عشر موسمًا وسجل خلالها 87 هدفًا ضمن 426 مباراة. ولم يفز بأي موسم بالكأس أو بالدوري.
خاض جايسون أويل مسيرته مع نادي ويمبلدون في موسم 1995–96 ليلعب معه ستة مواسم، مشاركًا في 141 مباراة سجل خلالها 41 هدفًا. ثم انتقل إلى نادي تشارلتون أثلتيك في موسم 2001–02 في المرة الأولى ليلعب معه خمسة مواسم ثم في موسم 2011–12 لمدة موسم واحد، حيث شارك طوالها في 150 مباراة سجل خلالها 34 هدفًا. لينتقل بعدها إلى نادي ميدلزبره في موسم 2006–07 لمدة موسم واحد، مشاركًا في 17 مباراة ولم يسجل أي هدف. ثم انتقل إلى نادي ساوثهامبتون في موسم 2007–08 ولمدة موسمين، مشاركًا في 62 مباراة سجل خلالها 5 أهداف. هذا وانتقل لاحقًا إلى نادي بلاكبول في موسم 2009–10 ولمدة موسمين، مشاركًا في 35 مباراة سجل خلالها 4 أهداف. ثم انتقل بعدها إلى نادي دونكاستر روفرز في موسم 2010–11 لمدة موسم واحد، مشاركًا في 12 مباراة سجل خلالها 3 أهداف.

## روابط خارجية
- جايسون أويل على موقع قاعدة بيانات كرة القدم.إي يو (الإنجليزية)
- جايسون أويل على موقع ناشيونال فوتبول تيمز (الإنجليزية)
- جايسون أويل على موقع Soccerbase.com (لاعب) (الإنجليزية)
- جايسون أويل على موقع عالم كرة القدم.نت (الإنجليزية)
- جايسون أويل على موقع كووورة